# Zwycięstwo nad śmiercią
Zwycięstwo nad śmiercią (tyt. oryg. Ngadhnjim mbi vdekjen) – albański film fabularny z roku 1967 w reżyserii Gezima Erebary i Piro Milkaniego.

## Opis fabuły
Akcja filmu rozgrywa się w czasie II wojny światowej, w okresie okupacji niemieckiej. Niemcy uwięzili dwie młode kobiety, od których torturami próbują wydobyć informacje na temat ruchu oporu. W celu zastraszenia miejscowej ludności obie kobiety zostają powieszone przed zgromadzonymi na rynku mieszkańcami miasta.
Film oparty na wydarzeniach autentycznych – w 1944 Niemcy schwytali dwie działaczki komunistycznego ruchu oporu: Bule Naipi i Persefonę Kokedhimę, które 17 lipca 1944 r. zostały powieszone w Gjirokastrze.
Film powstał w okresie albańskiej rewolucji kulturalnej, kiedy w szczególny sposób akcentowano rolę kobiet w przemianach społecznych, dokonujących się w Albanii. Kolaudacji filmu dokonał późniejszy przywódca Albańskiej Partii Pracy – Ramiz Alia. Był to jeden z nielicznych filmów albańskich, które wyświetlano w kinach chińskich (pod koniec lat 60. Albania była najbliższym sojusznikiem Chin w Europie).
Film został zrealizowany w Gjirokastrze, tam też odbyła się jego premiera.

## Obsada
- Edi Luarasi jako Aferdita
- Eglantina Kume jako Mira Korani
- Naim Frashëri jako Hans von Stolz
- Rikard Ljarja jako Perlat Pellumbi
- Sheri Mita jako Willy Heller
- Timo Flloko jako Fatos
- Pandi Raidhi jako Telo
- Demir Hyskja jako Zihni Shaqiri
- Drita Haxhiraj jako gimnazjalistka Violeta
- Andon Qesari jako Skender
- Petrit Llanaj jako szewc Vasili
- Sandër Prosi jako nauczyciel
- Antoneta Fishta jako matka Miry
- Lec Bushati
- Zejnulla Hatibi
- Saimir Kumbaro
- Arqile Nesho
- Fioralba Paço
- Diana Peza
- Lec Shllaku
- Xhemil Tagani

## Nagrody i wyróżnienia
Film otrzymał nagrodę państwową II stopnia za reżyserię i nagrody III stopnia za scenariusz i za muzykę.